# Лутасс, Лотта
Лотта Лутасс (швед. Lotta Lotass), полное имя Бритт Ингер Лизелотт Лутасс (швед. Britt Inger Liselott Lotass, 28 февраля 1964, Боргсхеден, Коппарберг) — шведская писательница, сочинения которой переведены на немецкий, нидерландский, датский языки.
Изучала сравнительное литературоведение в Гётеборгском университете. Защитила диссертацию о творчестве Стига Дагермана (2002). Дебютировала как писатель с романом «Чистый источник» (2000). Живёт в Гётеборге.

## Избранные публикации
- Kallkällan/ Чистый источник (2000)
- Aerodynamiska tal/ Аэродинамические числа (2001)
- Tredje flykthastigheten/ Третья космическая скорость (2004)
- skymning: gryning/ В сумерках, на заре (2005, номинация на премию Северного совета)
- Samlarna/ Коллекционеры (2005, драма)
- Min röst skall nu komma från en annan plats i rummet/ Голоса в пространстве (2006)
- Den vita jorden (2007)
- Arkipelag. Hörspel/ Архипелаг (2007, драма)
- Dalén (2008)
- Den röda himlen (2008)
- Redwood (2008, электронная публикация)
- Hemvist (2009, электронная публикация)
- Speleologerna (2009)
- Den svarta solen (2009)
- Kraftverk (2009, электронная публикация)
- Sparta (2010)
- Fjärrskrift (2011)
- Nya dikter (2011, электронная публикация)
- Konungarnas tillbedjan (2012)
- Everest (2012)
- Mars (2013)

## Публикации на русском языке
- Роман «Голоса в пространстве»

## Признание
Премия газеты Афтонбладет (2001), газеты Гётеборгс-постен (2004), премия Эйвинда Юнсона (2004), премия Шведского радио (2005). Член Шведской академии (2009, см.:  (недоступная ссылка)), самый молодой из академиков.